# Об'єкт 430
Об'єкт 430 — радянський дослідний середній танк, ранній прототип Т-64, створений 1953 року. Серійно не випускався.
Об'єкт 430 початково був оснащений 100-мм гарматою, а наприкінці 1950-х було створено його версію зі 115-мм гарматою, «Об'єкт 435». Цей танк став основою для «Об'єкта 432», прийнятого на озброєння як «Т-64». 

## Історія створення
У післявоєнний період в армію поставлялися в основному танки Т-54 і його модифікації. На початку 1950-х років стало очевидно, що озброєння, компоновка, маневреність і броня цих танків не відповідає сучасним вимогам. Через що вони не в змозі ефективно боротися з важкими і середніми танками ймовірного противника. Тому армії був потрібний якісно новий танк, який би переважав за своїми бойовими характеристиками вітчизняні та зарубіжні танки.
Спеціально для розробки нового танка на заводі ім. Малишева був створений спеціальний відділ проектування КБ-60М, на чолі якого стояв заступник головного конструктора Я. І. Баран і головний конструктор О.О. Морозов. У 1953 році був закінчений аванпроект нового танка, який отримав позначення Т—64. Після розгляду у вищих інстанціях він отримав схвалення. 2 квітня 1954 року Ухвалою СМ СРСР № 598—265 були розпочаті офіційні роботи з перспективного середнього танку, який отримав позначення «Об'єкт 430». Ескізний проект був готовий в 1954 році. Постановою Ради Міністрів СРСР №880—224 від 6 травня 1955 року і Наказом Міністерства транспортного машинобудування від 13 травня 1955 року, були розпочаті роботи з технічного проекту танка, а 8 червня 1955 року було видано технічне завдання. До 11 липня 1956 року було виконано технічний проект і виготовлений дерев'яний макет танка «Об'єкт 430».
У 1957 році були виготовлені перші два дослідні зразки для заводських випробувань, які отримали позначення «Об'єкт 430-1*З» і «Об'єкт 430-2*З». Одночасно із заводськими випробуваннями, зразки проходили порівняльні випробування з танком «Об'єкт 140». Під час випробувань було виявлено ряд недоліків і дефектів в конструкції і особливості обслуговування двигуна, але в цілому випробування були пройдені успішно. 6 червня 1958 року за постановою Ради Міністрів СРСР №609-294 Завод імені Малишева приступив до збірки трьох дослідних зразків для полігонно-військових випробувань. Зразки отримали найменування «Об'єкт 430-1*П», «Об'єкт 430-2*П» і «Об'єкт 430-3*П». Виготовлення зразків було закінчено в грудні 1959 року. Всі зразки були направлені на випробування, що проходили в два етапи. На першому етапі з 7 березня по 10 липня 1960 року зразки «Об'єкт 430-2*П» і «Об'єкт 430-3*П» проходили випробування на Головному науково-дослідному артилерійському полігоні, а з 26 січня по 20 травня 1961 року зразки «Об'єкт 430-1*П» і «Об'єкт 430-2*П» пройшли випробування в Науково-дослідному інституті бронетанкової техніки.
Для другого етапу випробувань за результатами зауважень були доопрацьовані зразки «Об'єкт 430-2 * З» і «Об'єкт 430-3 * П». Зразкам були присвоєні позначення «Об'єкт 430М-1» і «Об'єкт 430М-2». Висновком комісії було відмічено, що всі тактико-технічні вимоги були виконані, а танк «Об'єкт 430» готовий для розгортання серійного виробництва. Але при цьому істотного підвищення показників проти Т-54 не було. В цей же час були успішно пройдені випробування Нижньотагільських танків «Об'єкт 165» і «Об'єкт 166», уніфікованих з танком Т-54. Тому, з огляду на резерви по модернізації Т-54 і незначне підвищення характеристик «Об'єкту 430» в порівнянні з Т-54, Постановою ЦК КПРС і Ради Міністрів СРСР №141-58 від 17 лютого 1961 року всі роботи по «Об'єкту 430» були закриті. Пізніше позначення Т-64 було присвоєно танку «Об'єкт 432».

## Опис конструкції
У конструкції Об'єкту 430 була використана традиційна компонувальна схема. Ззаду розташовувалося моторно-трансмісійне відділення. Механік водій розташовувався в центрі відділення управління. Завдяки спеціальному компонуванню МТВ, було досягнуто його найменшого обсягу серед повоєнних танків. В результаті, броньований обсяг танка вийшов практично вдвічі менше, ніж у Т-54.

### Броньовий корпус і башта
Корпус виготовлявся з сталевих катаних листів. Верхня частина була виготовлена за аналогією з Т—10 з монолітних броньових листів товщиною 120 мм з кутом повороту 45 градусів і під нахилом в 60 градусів. Башта була сферичної форми, в якій була вузька амбразура для установки гармати. В результаті чого, лобові частини корпусу і башти витримували 100 мм бронебійні постріли з дистанції в 1 км. На кормі башти були люки для викиду стріляних гільз і для завантаження боєприпасів.

### Озброєння
Як основне озброєння використовувалася 100-мм нарізна гармата Д—54ТС. Довжина гармати була на 200 мм більше, ніж у Т-55. Гармата була оснащена механізмом викидання гільз. Заряджання проводилося вручну. Для боротьби з повітряними цілями на танку був встановлений 14,5-мм кулемет КПВТ.

### Двигун і трансмісія
Двигун мав ежекційну систему охолодження, таке рішення було вперше застосовано на середньому танку. Блок радіаторів був ізольований від МТВ. Під час руху під водою радіатори омивалися забортною водою, через що зникала ймовірність перегріву двигуна. Завдяки чому, зникли обмеження по ширині долання водної перешкоди. Перемикання передач здійснювалося за допомогою гідросервоуправління.

### Ходова частина
У ходової частини застосовувалася індивідуальна торсіонна підвіска з телескопічними гідравлічними амортизаторами на першому і шостому вузлах підвіски. По бортах було встановлено по 6 пустотілих опорних котків зменшеного діаметра з внутрішньою амортизацією і по 3 підтримуючих котки.

### Прилади спостереження і зв'язку
Об'єкт 430 оснащувався радіостанцією Р—113, денним стереоскопічним прицілом-далекоміром ТПД—43Б (ТПДМС) з базою 1200 мм і незалежною стабілізацією поля зору у вертикальній площині, нічним прицілом навідника ТПН—1.

## Модифікації

### «Об'єкт  430У»
Одночасно з базовим варіантом в ініціативному порядку опрацьовувався ескізний проект танка з позначенням «Об'єкт 430У». Як основне озброєння в танку використовувалася 122 мм гармата Д—25ТС. Броня танка була значно посилена, завдяки чому танк мав характеристики, які можна порівняти з важкими танками, а за деякими параметрами танк навіть перевершував серійні важкі танки ІС-3 і ІС-4, а також дослідний танк Т-10. В результаті роботи над Об'єктом 430У були продемонстровані потенційні можливості конструкції середніх танків, які дозволяли досягти параметрів важких танків.

### «Об'єкт 435»

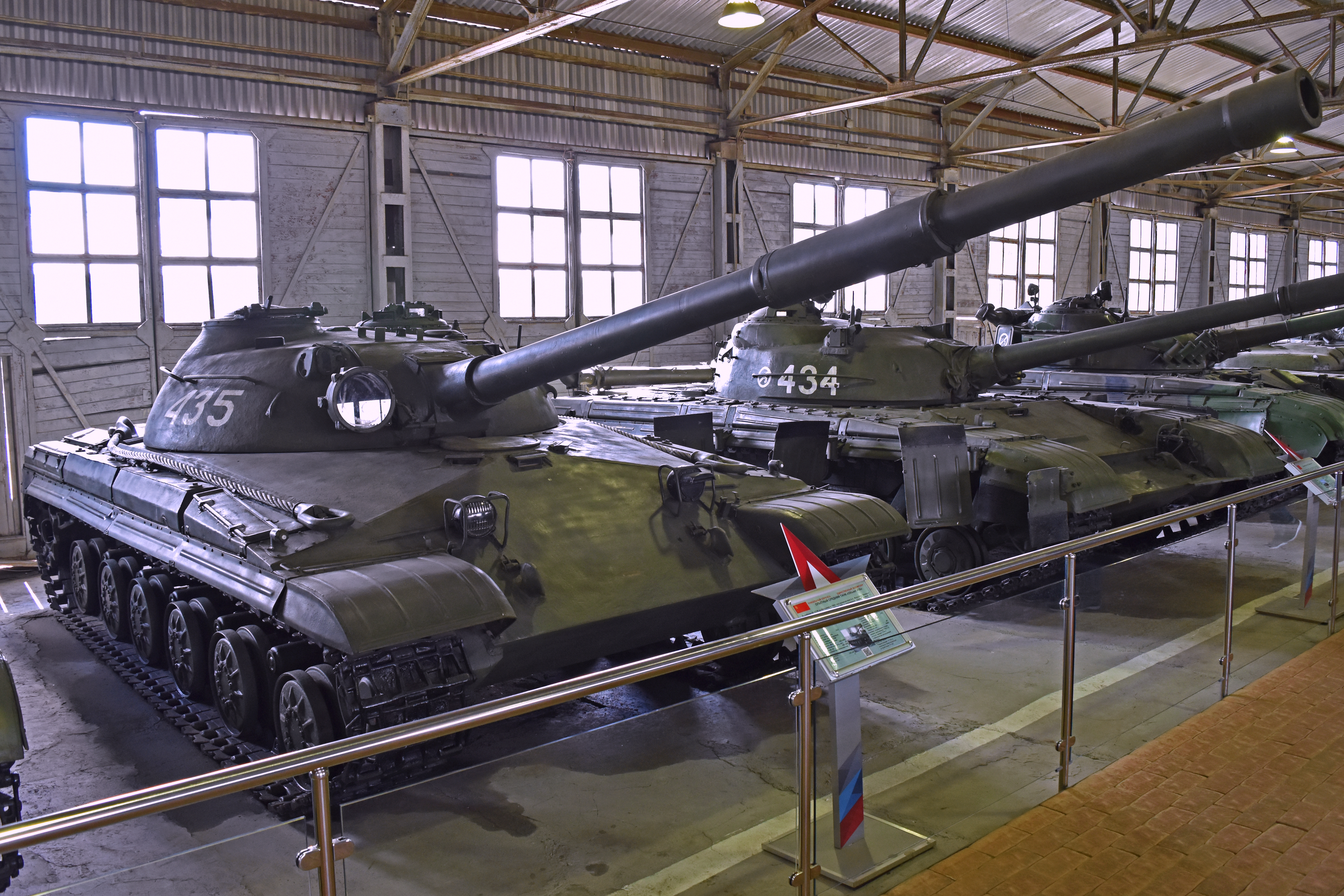
Об'єкт 435

Наприкінці 1960-х КБ-60М без спеціального завдання взялось за встановлення 115-мм гладкоствольної гармати Д-68 (2А21) на «Об'єкт 430». Машина отримала індекс «Об'єкт 435» і зацікавила військових. Постановою ЦК КПРС і РМ СРСР № 141-58 від 17 лютого 1961, в НТК ГБТУ затвердили тактико-технічні вимоги на середній танк з гарматою Д-68 та механізованим заряджанням зі збереженням маневрових якостей і маси «Об'єкта 430». Новий танк отримав назву «Об'єкт 432».

## Машини на базі
- Об'єкт 287 — радянський дослідний ракетний танк;
- Об'єкт 430А — після закриття робіт по танку «Об'єкт 430», конструкторським бюро КБ-60М було запропоновано проект нового середнього танка. Танк пропонувалося оснастити новою гарматою і комбінованої бронею. Згодом машина отримала позначення «Об'єкт 432»;

## Екземпляри які збереглися
- Станом на 2010 рік один зі збережених зразків знаходиться в Бронетанковому музеї в Кубинці.[5]
- «Об'єкт 435» зберігається там само.[джерело?]